# Vesperoctenus flohri
Vesperoctenus flohri är en skalbaggsart som beskrevs av Bates 1891. Vesperoctenus flohri ingår i släktet Vesperoctenus och familjen långhorningar. Inga underarter finns listade i Catalogue of Life.